# Panaphelix marmorata
Panaphelix marmorata là một loài bướm đêm thuộc họ Tortricidae. Nó là loài đặc hữu của Maui.
Sải cánh dài 32–37 mm, making it one of the largest Hawaiian Tortricidae.